# Гердт, Павел Андреевич
Па́вел (Па́вел-Фри́дрих) Андре́евич Ге́рдт (22 ноября [4 декабря] 1844, деревня Волыкино, Санкт-Петербургская губерния, Российская империя — 30 июля [12 августа] 1917, Вамальоки, Выборгская губерния, Российская империя) — русский артист балета и педагог, с 1865 года ведущий танцовщик Мариинского театра. Также выступал как балетмейстер. Солист Его Императорского Величества.

## Биография
Образование получил в балетном отделении Петербургского театрального училища, которое окончил в 1865 году. Его учителями были А. И. Пименов, Ж.-А.Петипа и X. П. Иогансон.
Впервые появился на сцене в 1858 в балете «Крестьянская свадьба» Стефани (па-де-труа), когда он был ещё учеником.
В 1865—1916 работал в балетной труппе императорских театров, выступая в первую очередь на сцене Мариинского театра, а также Александрийского и Эрмитажного. Его считали лучшим классическим танцовщиком Петербурга. Расцвет его мастерства совпал с расцветом русского балета — лучшими постановками М. Петипа, балетным творчеством П. И. Чайковского и А. К. Глазунова. Павел Гердт участвовал в премьерах на петербургской сцене балетов П. И. Чайковского, в ведущих ролях: Дезире («Спящая красавица»), принца Коклюша («Щелкунчик»), Зигфрида («Лебединое озеро»). Его танцевальная манера отличалась благородством, пластичностью и мимической выразительностью.
В 1909 гастролировал в Париже. Последнее выступление состоялось в 1916 году.
Скончался 29 июля 1917 года в Вамальоки. Похоронен на Смоленском лютеранском кладбище (участок 10 А.).
Дочь Павла Гердта Елизавета — одна из немногих звёзд императорского балета, оставшихся после революции работать в СССР.

## Партии

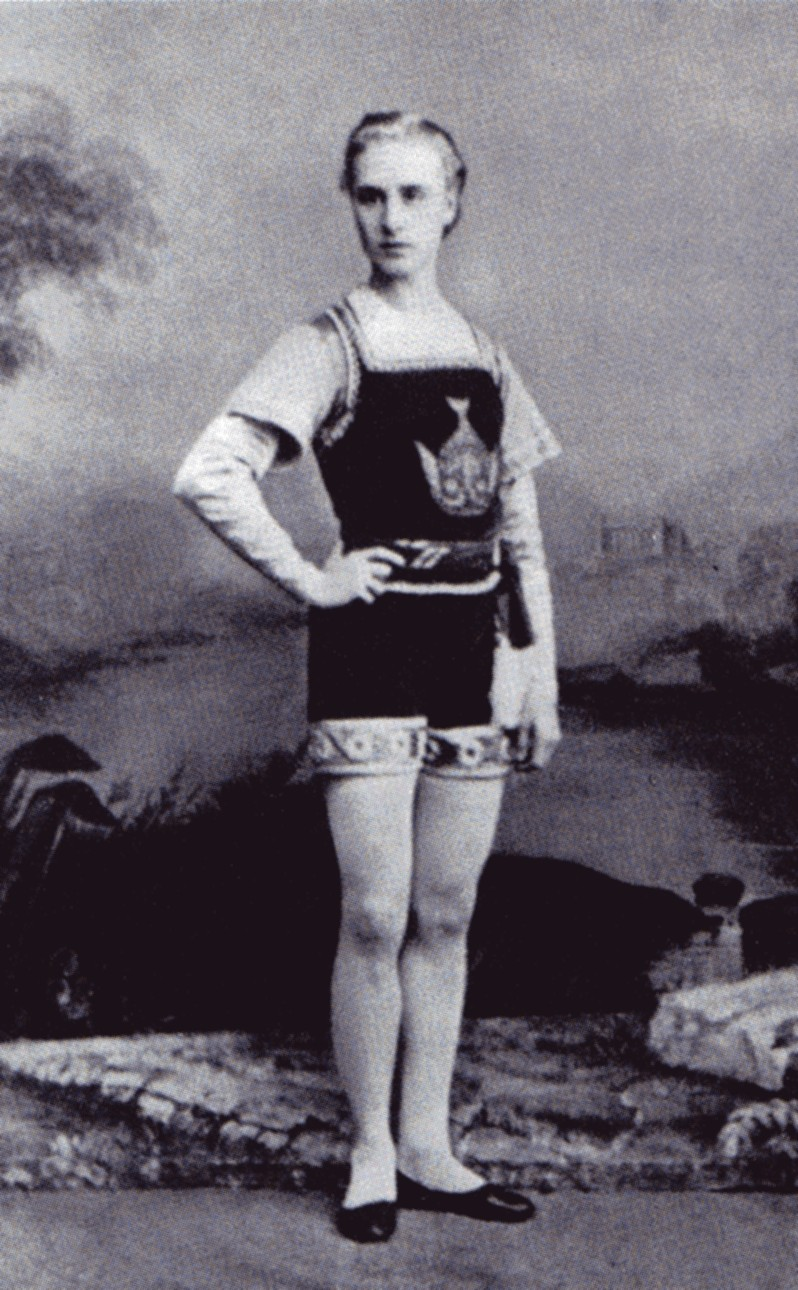
П. А. Гердт в балете «Золотая рыбка» (1867)

Исполнил роли в ряде выдающихся постановок:
- 23 января 1877 в Мариинском театре — Солор в «Баядерке», Л. Минкуса (балетмейстер М. Петипа, Никия — Вазем).
- 1880 — «Дева Дуная» в постановке Мариуса Петипа — партия: Рудольф
- 1881 — Люсьен в «Пахите» Э. Дельдевеза и Л. Минкуса (балетмейстер М. Петипа, Пахита — Вазем).
- 1884 в Мариинском театре — Франц в «Коппелия» Л. Делиба (балетмейстер М. Петипа Сванильда — В. А. Никитина, Коппелиус — Л. П. Стуколкин).
- 1885 в Мариинском театре — Колен в балете «Тщетная предосторожность» на музыку П. Гертеля.
- 25 сентября 1894 в Александринском театре Колен в «Тщетная предосторожность» на музыку П. Л. Гертеля (балетмейстер Иванов, Лиза — Гантенберг, Никез — Горский, Воронков, Марцелина — Э. Чеккетти).
- 3 января 1890 в Мариинском театре — Дезире в «Спящей красавице» П. И. Чайковского (балетмейстер М. И. Петипа, дирижёр Дриго, художники М. И. Бочаров, Левот, Андреев и М. А. Шишков, костюмы И. А. Всеволожского, Аврора — Брианца, фея Сирени — М. М. Петипа, фея Карабос — Э. Чеккетти).
- 6 декабря 1892 в Мариинском театре — принц Коклюш в «Щелкунчике» П. И. Чайковского (балетмейстер Иванов, дирижёр Дриго, художники Бочаров и К. Иванов, костюмы — Всеволожский и Пономарёв, Клара — Белинская, Фриц — В. Стуколкин, Щелкунчик — С. Легат, фея Драже — Дель-Эра, Дроссельмейер — Т. Стуколкин)
- 1894 — «Пробуждение Флоры» Риккардо Дриго, балетмейстеры Мариус Петипа, Лев Иванов — Аполлон (Петергофский дворцовый театр)
- 15 января 1895 в Мариинском театре Зигфрид в «Лебедином озере» П. И. Чайковского (балетмейстеры Иванов и М. Петипа, дирижёр Дриго, художник Андреев, Бочаров, Левот, костюмы Пономарёва, Одетта-Одиллия — П. Леньяни, Ротбарт — Булгаков).
- 7 января 1898 в Мариинском театре — Абдерахман в «Раймонде» А. К. Глазунова (балетмейстер М. Петипа, дирижёр — Дриго, Раймонда — Леньяни, Жан дё Бриен — С. Легат, Генриетта — Преображенская, Клеманс — Куличевская)
- 7 февраля 1900 в Эрмитажном театре Зимнего дворца — Вакх в одноактном балете А. К. Глазунова «Времена года» (балетмейстер Петипа, дирижёр Дриго, художник Ламбин; Колос — М. Кшесинская, Иней — А. Павлова, Роза — Преображенская, Зефир — Легат, Зима — Булгаков, Вакханка — Петипа, Фавн — Горский, Ласточка — Рыхлякова).
- 1902 в Мариинском театре — Гамаш в «Дон Кихоте» (балетмейстер — Горский, дирижёр Дриго, художники Коровин, Клодт; Китри — Кшесинская, Базиль — Легат, Дон Кихот — Булгаков, Мерседес — М. Петипа).
- 10 февраля 1907 в Мариинском театре — мазурка (в паре с Седовой) в «Шопениане» — на музыку Ф. Шопена в оркестровке А. К. Глазунова поставленной М. М. Фокиным .
- 16 декабря 1912 — Хан в балете Ц. Пуни «Конёк-Горбунок» (балетмейстер — Горский, художник — Коровин, дирижёр — Дриго, Царь-Девица — М. Кшесинская, Иванушка — Стуколкин).

Некоторые другие партии:
- Альберт — («Жизель» Адана)
- Пелей («Приключения Пелея» Минкуса),
- Луций («Весталка» Иванова),
- Дамис («Испытания Дамиса» А. К. Глазунова),
- Синяя борода (одноимённая пьеса Шенка).

## Постановки балетов
- 1902 «Жавотта» на музыку Сен-Санса
- 1899 «Мнимые дриады» Ц. Пуни
- 1900 «Искра любви» Маржецкого и Чекрыгина
- Завершил постановку балета «Сильвии» Л. Делиба, начатую Л. И. Ивановым, которая была не закончена из-за его смерти (1901).

## Ученики
В 1880—1904 преподавал в Петербургском театральном училище. Его учениками, в частности, были:
- Булгаков, Алексей Дмитриевич (1872—1954)
- Ваганова, Агриппина Яковлевна (1879—1951)
- Карсавина, Тамара Платоновна (1885—1978)
- Кякшт, Лидия Георгиевна (1885—1959)
- Легат, Сергей Густавович (1875—1905)
- Монахов, Александр Михайлович (1884—1945)
- Павлова, Анна Павловна (1881—1931)
- Солянников, Николай Александрович (1873—1958)
- Тихомиров, Василий Дмитриевич (1876—1956)
- Фокин, Михаил Михайлович (1880—1942)
- Ширяев, Александр Викторович (1867—1941)